# Daniel Abt

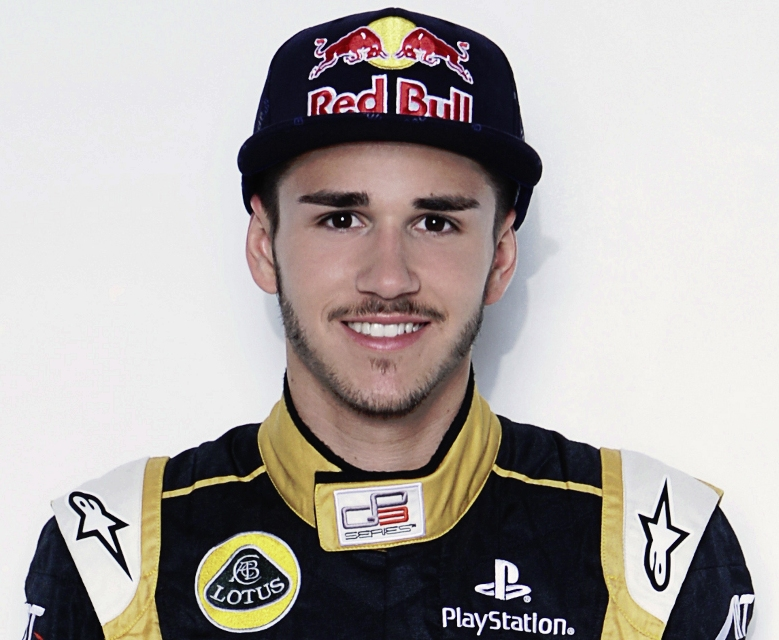
Daniel Abt (2012)

Daniel Johannes Abt (* 3. Dezember 1992 in Kempten (Allgäu)) ist ein ehemaliger deutscher Automobilrennfahrer und Influencer. Er ist der Sohn des Rennstallbesitzers Hans-Jürgen Abt. Er trat 2013 und 2014 in der GP2-Serie an. Von 2014 bis 2020 trat er in der FIA-Formel-E-Meisterschaft an.

## Persönliches

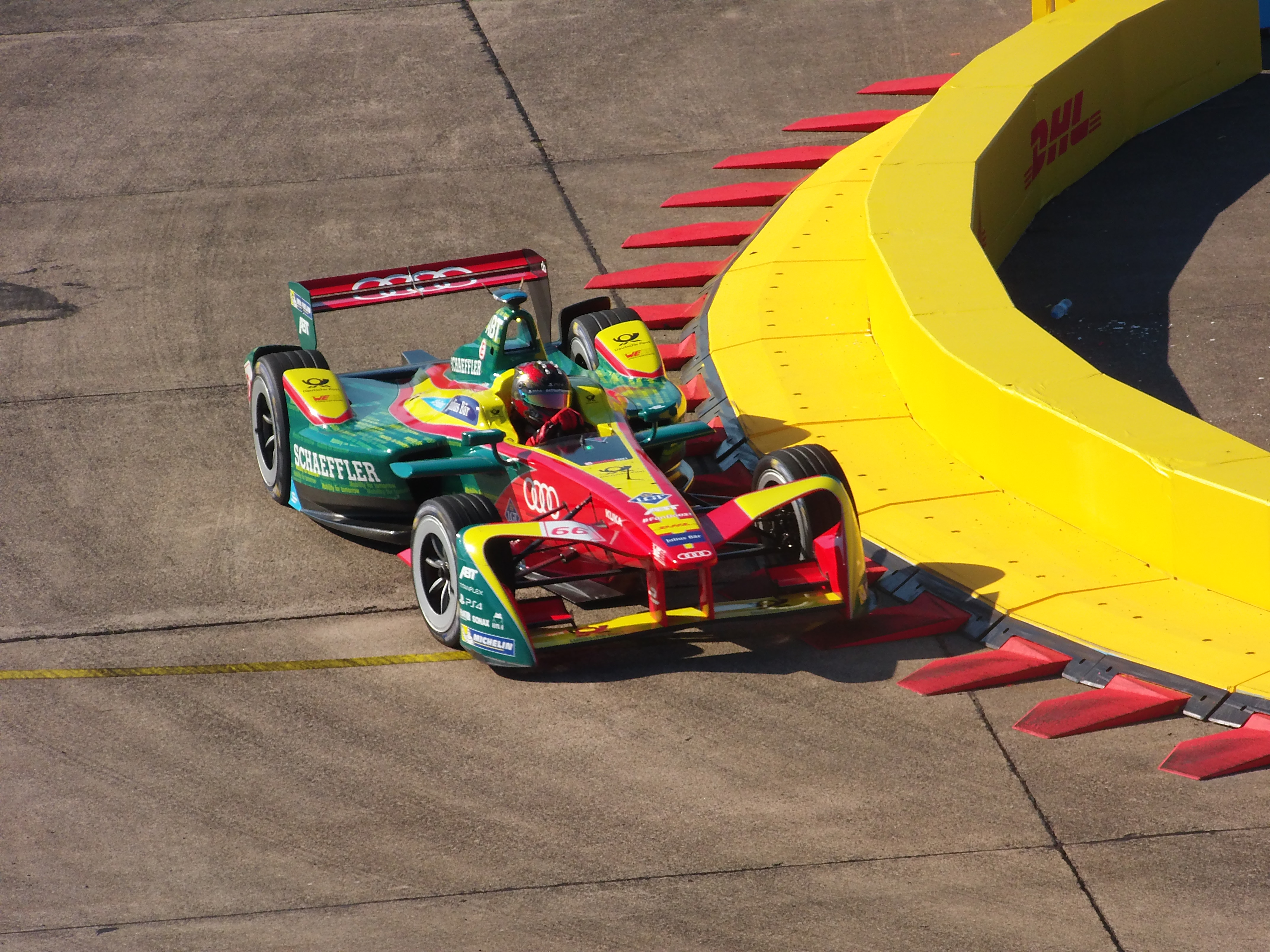
Abt beim Berlin ePrix 2017

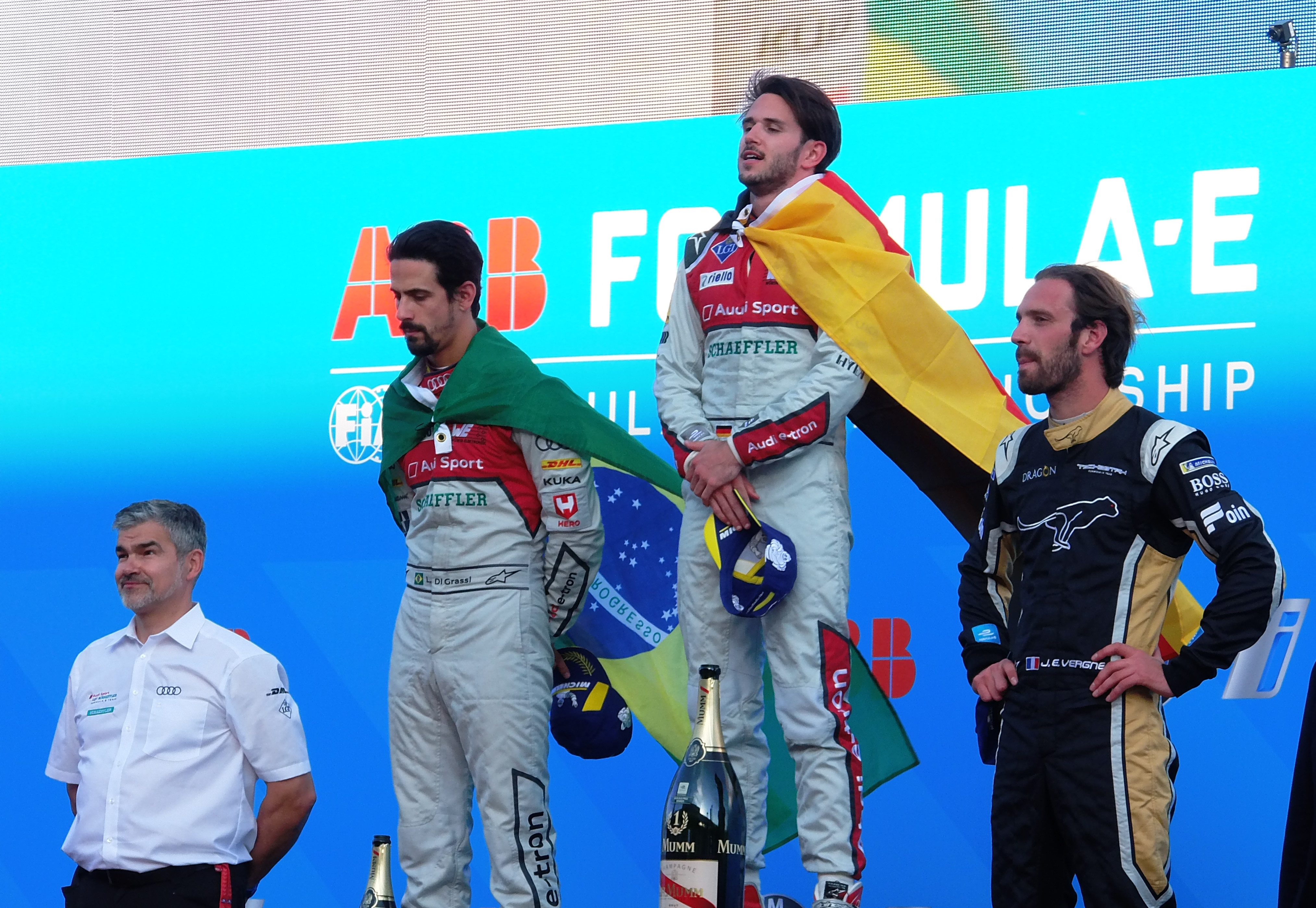
Abt nach seinem Sieg beim Berlin E-Prix 2018

Nach dem Erwerb der Fachhochschulreife an einer Fachoberschule begann Abt ein Studium der Wirtschaftsinformatik, das er jedoch nicht abschloss.
Am 8. August 2025 heiratete Abt seine Verlobte Bianca Abt (geb. Forstmaier), die aus Sulzberg (Landkreis Oberallgäu) stammt, standesamtlich in Kempten (Allgäu).
Neben Abt sind weitere Mitglieder seiner Familie im Motorsport involviert. Sein Vater Hans-Jürgen Abt ist der Besitzer und Teamchef des Rennstalls Abt Sportsline, der unter anderem in der DTM aktiv ist. Sein Onkel Christian Abt ist auch Rennfahrer und war einige Jahre in der DTM aktiv. Abt selbst ist Geschäftsführer der Abt Lifestyle GmbH sowie im Aufsichtsrat der ABT SE (Hauptgesellschafterin der Abt Sportsline GmbH).
Seit April 2014 betreibt Abt aktiv den YouTube-Kanal Daniel Abt, auf dem er sein Leben als Rennfahrer zeigt. Im Dezember 2023 hatte er 632.000 Abonnenten bei mehr als 204 Millionen Aufrufen. Seit April 2020 betreibt er den Podcast Reden am Limit mit Benedikt Mayr und Mitja Lafere.

Seit 2020 fungiert Daniel Abt als Experte für Sat.1 bei der Übertragung der Formel E. 

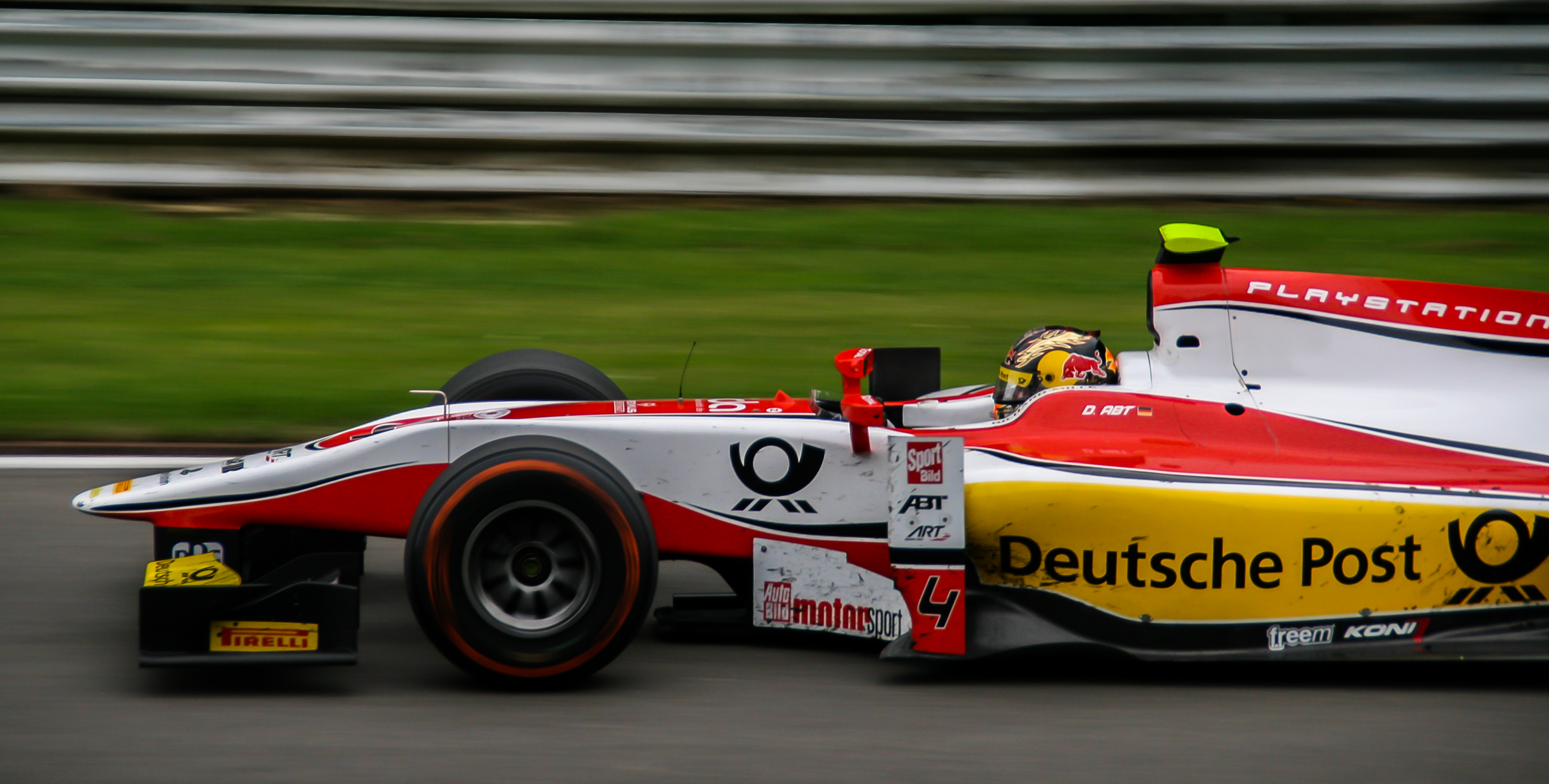
Abt beim Hauptrennen der GP2-Serie in Spa-Francorchamps (2013)

## Karriere

### Anfänge im Motorsport (2001–2007)
Abt – der aus familiären Gründen früh mit dem Motorsport in Kontakt gekommen war – begann seine Karriere 2001 im Kartsport, in dem er bis 2007 aktiv war. Unter anderem gewann er 2007 den Vizemeistertitel der ADAC-KF2-Kart-Meisterschaft.

### ADAC Formel Masters (2008–2009)
2008 wechselte Abt in den Formelsport und trat in der ADAC Formel Masters für das Team seines Vaters Abt Sportsline an. Er startete einmal von der Pole-Position und erzielte einen dritten und zwei zweite Plätze als beste Resultate. Er beendete die Saison auf dem achten Gesamtrang. Er unterlag damit seinem Teamkollegen Markus Pommer, der mit einem Sieg Gesamtfünfter wurde. 2009 bestritt Abt seine zweite Saison in der ADAC Formel Masters für Abt Sportsline und gewann mit acht Siegen dominant den Meistertitel vor Klaus Bachler. Er erzielte sieben Pole-Positions und stand insgesamt zehnmal auf dem Podium. Mit 224 zu 90 Punkten setzte er sich intern deutlich gegen seinen Teamkollegen René Binder durch.

### Deutscher Formel-3-Cup (2010)
Nachdem Abt bereits 2009 für Performance Racing als Gastpilot im deutschen Formel-3-Cup angetreten war, wechselte er 2010 in diese Serie zum Meisterteam Van Amersfoort Racing. Er setzte sich teamintern gegen seine Teamkollegen Stef Dusseldorp und Willi Steindl durch und hatte bis zum letzten Rennwochenende Chancen auf den Meistertitel. Schlussendlich unterlag er Tom Dillmann mit 112 zu 120 Punkten und wurde mit zwei Siegen und insgesamt zehn Podest-Platzierungen Vizemeister.

### Formel-3-Euroserie (2010–2011)
Im Anschluss an die Deutsche Formel-3-Cup Saison startete er für Signature beim prestigeträchtigen Macau Grand Prix. Er führte das Rennen vor seinen Teamkollegen Edoardo Mortara und Laurens Vanthoor an, verlor jedoch die Kontrolle über sein Fahrzeug und schied nach einem Unfall aus.
2011 ging Abt in der Formel-3-Euroserie für Signature an den Start. Mit vier dritten Plätzen als beste Resultate beendete er die Saison auf dem siebten Gesamtrang. Teamintern unterlag er damit Marco Wittmann und Vanthoor – die die Platzierungen zwei und sechs erreichten – und wurde vor Carlos Muñoz – der Gesamtachter wurde – drittbester Pilot seines Rennstalls. Darüber hinaus war er in der FIA-Formel-3-Trophäe 2011 punkteberechtigt. Dort erreichte er den vierten Platz.

### DTM Testfahrten (2011)
Am Ende des Jahres absolvierte er für Audi Testfahrten im DTM-Auto.

### GP2-Serie (2011–2014)
Nachdem er Ende 2011 bei GP3-Testfahrten für Lotus GP mehrmals die Bestzeit erzielt hatte, erhielt er für GP3-Serie 2012 ein Cockpit bei dem Rennstall, der im Vorjahr den Meister und Vizemeister gestellt hatte. Er gewann zwei Rennen, stand insgesamt siebenmal auf dem Podest, hatte bis zum letzten Saisonrennen Titelchancen und benötigte in diesem einen Sieg. Tatsächlich ging er in diesem Rennen – in dem er vom achten Startplatz startete – in Führung, allerdings verlor er diese kurz vor dem Ende des Rennens und wurde Zweiter. Damit unterlag er Mitch Evans im Titelkampf mit 151,5 zu 149,5 Punkten. Im Anschluss an die GP3-Saison erhielt er bei Tech 1 Racing ein Cockpit für die letzten drei Veranstaltungen der Formel Renault 3.5. In dieser blieb er ohne Punkte. Darüber hinaus kehrte er für eine Veranstaltung in die deutsche Formel 3 zurück. Dabei erzielte er einen dritten Platz.
2013 blieb Abt bei seinem Rennstall – der in diesem Jahr wieder als ART Grand Prix antrat – und wechselte in die GP2-Serie. Während der gesamten Saison hatte er Probleme mit der Abstimmung seines Fahrzeugs, deren Ursache von den Teamingenieuren nicht ausfindig gemacht werden konnte. Er erzielte nur bei vier von 22 Rennen Punkte, mit einem fünften Platz als bestem Ergebnis. Während sein Teamkollege James Calado 159 Punkten Gesamtdritter wurde, erreichte er mit elf Punkten den 22. Gesamtrang. 2014 wechselte er innerhalb der GP2-Serie zu Hilmer Motorsport. Er beendete die Saison auf dem 16. Platz im Gesamtklassement. Er erzielte 27 der 33 Punkte seines Rennstalls.

### FIA-Langstrecken-Weltmeisterschaft (2015)
2015 debütierte Abt für Rebellion Racing in der FIA-Langstrecken-Weltmeisterschaft (WEC) und beim zu dieser Meisterschaft gehörenden 24-Stunden-Rennen von Le Mans. Wegen eines Wechsels des Motorenherstellers zu Advanced Engine Research (AER) stieg der Rennstall erst zum dritten Rennen in die Saison ein. Nach vier Rennen löste er den Vertrag mit Rebellion auf und zog sich aus der Langstrecken-Weltmeisterschaft zurück.

### FIA-Formel-E-Meisterschaft (2014 bis 2020)
Darüber hinaus war er in der Saison 2014/15 in der neugegründeten FIA-Formel-E-Meisterschaft für den Rennstall seines Vaters aktiv. Er erreichte beim ersten Rennen – dem Beijing ePrix – als Dritter das Ziel, erhielt jedoch eine Zeitstrafe, da er zu viel Energie verbraucht hatte, sodass er schließlich Zehnter war. Im fünften Rennen in Miami lag er in der zweiten Rennhälfte lange Zeit in Führung. Da er etwas mehr Energie verbraucht hatte, musste er in den letzten Runden sparen und fiel auf den dritten Platz zurück. Damit erzielte er seine erste Podest-Platzierung. Beim nächsten Rennen – dem Long Beach ePrix – gelang ihm seine erste Pole-Position. Im Rennen fiel er nach einer Strafe zurück und wurde 15. Er erreichte den elften Platz in der Fahrerwertung.
In der FIA-Formel-E-Meisterschaft 2015/16 blieb er bei dem familiären Rennstall. Beim Long Beach ePrix wurde er Dritter. Bei seinem Heimrennen in Berlin und in London erreichte er den zweiten Platz. Er beendete die Saison mit 68 Punkten auf dem siebten Gesamtrang, während sein Teamkollege mit 153 Punkten Gesamtzweiter wurde. Darüber hinaus trat er 2016 zur ADAC GT Masters für den Familienrennstall an und erreichte den 19. Platz in der Fahrerwertung. 2016/17 absolviert Abt seine dritte Formel-E-Saison. Die Saison schloss er auf dem achten Gesamtrang ab.
Audi Sport ABT Schaeffler bestätigte Abt nach der Übernahme des Teams durch Audi als Werksfahrer in der FIA-Formel-E-Meisterschaft 2017/18. Beim zweiten Rennen des Hongkong E-Prix fuhr er als Erster über die Ziellinie, wurde jedoch disqualifiziert. Beim Mexiko-Stadt E-Prix 2018 feierte er dann seinen ersten Sieg in der Meisterschaft. Beim Berlin E-Prix erzielte er seinen zweiten Saisonsieg und erreichte den ersten Grand Slam der FIA-Formel-E-Meisterschaft, indem er zusätzlich zum Sieg auch die Pole-Position und die schnellste Rennrunde erzielte sowie in jeder Runde des Rennens in Führung lag. Beim Saisonfinale in New York City erzielte er mit Platz zwei und Platz drei zwei weitere Podestplatzierungen. Am Saisonende belegte er mit 120 Punkten Platz fünf in der Fahrerwertung.
In der Saison 2018/19 trat Abt erneut für Audi an. Mit zwei dritten Plätzen als beste Resultate belegte er am Saisonende mit 95 Punkten den siebten Platz in der Meisterschaft. Außerdem belegte er mit einem dritten Platz den geteilten siebten Rang in der Gesamtwertung der voestalpine European Races, bei der nur Podiumsplätze bei den Rennen auf dem europäischen Kontinent berücksichtigt wurden.
Vor dem letzten New York City E-Prix 2019 wurde bekanntgegeben, dass er in der Saison 2019/20 erneut für Audi fahren wird. In dieser Saison fuhr er die ersten fünf Rennen für Abt-Audi, wo er anschließend von René Rast ersetzt wurde. Die weiteren sechs Rennen fuhr er für das Team NIO 333 FE.

### ABB Formula E Race at Home Challenge (2020) und Kontroverse
Aufgrund der COVID-19-Pandemie wurde im März 2020 auch die Formel-E-Meisterschaft unterbrochen und zur Überbrückung ein virtueller eSports-Wettbewerb gestartet. Beim fünften Rennen in Berlin-Tempelhof ließ Abt den österreichischen eSports-Profi Lorenz Hörzing unter seinem Namen fahren, nachdem er diese Idee in einem Livestream geäußert hatte. Die Täuschung fiel unter anderem deshalb auf, weil er deutlich besser abschnitt als in den Wettbewerben zuvor. Abt wurde disqualifiziert, alle bisher erzielten Punkte wurden aberkannt und ihm wurde nahegelegt, 10.000 Euro an eine Wohltätigkeitsorganisation zu spenden. Kurz danach wurde er von Audi Sport mit sofortiger Wirkung suspendiert. Er selbst behauptete, er habe den Fahrertausch nach dem Rennen aufklären wollen, um eine „lustige Story“ für seine Fans zu schaffen.
Mit dem Ablauf der Rennsaison 2020 gab er seinen Rücktritt als Fahrer bekannt, betonte später einer Lokalzeitung gegenüber, dies sei „kein Karriereende“.

## Sonstiges
Von 2008 bis 2010 war Abt ein Kandidat der Deutschen Post Speed Academy und wurde 2009 und 2010 Gesamtsieger der Academy und somit zu „Deutschlands Motorsport-Talent des Jahres“. Seit 2010 ist er zudem Mitglied des Förderprogrammes von Volkswagen. 2017 wurde er von seiner Heimatstadt als „Sportler des Jahres“ ausgezeichnet.

## Statistik

### Karrierestationen
| - 2001–2007: Kartsport - 2008: ADAC Formel Masters (Platz 8) - 2009: ADAC Formel Masters (Meister) - 2010: Deutsche Formel 3 (Platz 2) - 2011: Formel-3-Euroserie (Platz 7) - 2011: FIA-Formel-3-Trophäe (Platz 4) | - 2012: GP3-Serie (Platz 2) - 2012: Formel Renault 3.5 (Platz 34) - 2012: Deutsche Formel 3 (Platz 14) - 2013: GP2-Serie (Platz 22) - 2014: GP2-Serie (Platz 16) - 2015: Formel E (Platz 11) | - 2015: WEC (Platz 28) - 2016: Formel E (Platz 7) - 2016: ADAC GT Masters (Platz 19) - 2017: Formel E (Platz 8) - 2018: Formel E (Platz 5) |

### Einzelergebnisse in der ADAC Formel Masters
| Jahr | Team           | 1   | 2   | 3   | 4   | 5   | 6   | 7   | 8   | 9   | 10  | 11  | 12  | 13  | 14  | 15  | 16  | Punkte | Rang |
| ---- | -------------- | --- | --- | --- | --- | --- | --- | --- | --- | --- | --- | --- | --- | --- | --- | --- | --- | ------ | ---- |
| 2008 | Abt Sportsline | OS1 | OS1 | NÜ1 | NÜ1 | TTA | TTA | NÜ2 | NÜ2 | LAU | LAU | SAC | SAC | OS2 | OS2 | HOC | HOC | 91     | 8.   |
| 2008 | Abt Sportsline | 17  | 8   | 9   | 20  | 7   | 8   | 2   | DNF | 3   | 4   | 2   | DNF | 7   | 4   | 4   | DNF | 91     | 8.   |
| 2009 | Abt Sportsline | OS1 | OS1 | TTA | TTA | NÜ1 | NÜ1 | HOC | HOC | LAU | LAU | NÜ2 | NÜ2 | SAC | SAC | OS2 | OS2 | 224    | 1.   |
| 2009 | Abt Sportsline | 1   | 2   | EX  | EX  | 1   | 1   | 5   | 1   | DNF | 1   | 1   | 1   | 2   | 1   | 8   | 9   | 224    | 1.   |

### Einzelergebnisse im deutschen Formel-3-Cup
| Jahr | Team                  | Motor      | 1   | 2   | 3   | 4   | 5   | 6   | 7   | 8   | 9   | 10  | 11  | 12  | 13  | 14  | 15  | 16  | 17  | 18  | 19  | 20  | 21  | 22  | 23  | 24  | 25  | 26  | 27  | Punkte | Rang |
| ---- | --------------------- | ---------- | --- | --- | --- | --- | --- | --- | --- | --- | --- | --- | --- | --- | --- | --- | --- | --- | --- | --- | --- | --- | --- | --- | --- | --- | --- | --- | --- | ------ | ---- |
| 2009 | Performance Racing    | Volkswagen | OS1 | OS1 | NÜ1 | NÜ1 | HOC | HOC | OS2 | OS2 | LAU | LAU | ASS | ASS | NÜ2 | NÜ2 | SAC | SAC | OS3 | OS3 |     |     |     |     |     |     |     |     |     | –      | –    |
| 2009 | Performance Racing    | Volkswagen |     |     |     |     |     |     |     |     |     |     |     |     |     |     |     |     | 17  | 7   |     |     |     |     |     |     |     |     |     | –      | –    |
| 2010 | Van Amersfoort Racing | Volkswagen | OS1 | OS1 | SAC | SAC | HOC | HOC | AS1 | AS1 | NÜ1 | NÜ1 | AS2 | AS2 | LAU | LAU | NÜ2 | NÜ2 | OS2 | OS2 |     |     |     |     |     |     |     |     |     | 112    | 2.   |
| 2010 | Van Amersfoort Racing | Volkswagen | 2   | 3   | 4   | 2   | 5   | 3   | 2   | 1   | 5   | 3   | 10  | 15  | 4   | 4   | 2   | 2   | 1   | 16  |     |     |     |     |     |     |     |     |     | 112    | 2.   |
| 2012 | Van Amersfoort Racing | Volkswagen | ZAN | ZAN | ZAN | SAC | SAC | SAC | OSC | OSC | OSC | SPA | SPA | SPA | ASS | ASS | ASS | SPI | SPI | SPI | LAU | LAU | LAU | NÜR | NÜR | NÜR | HOC | HOC | HOC | 18     | 14.  |
| 2012 | Van Amersfoort Racing | Volkswagen |     |     |     |     |     |     |     |     |     | 7   | 3   | 7   |     |     |     |     |     |     |     |     |     |     |     |     |     |     |     | 18     | 14.  |

Anmerkungen
1. ↑  Abt war als Gaststarter nicht punkteberechtigt.

### Einzelergebnisse in der Formel-3-Euroserie
| Jahr | Team      | Motor      | 1   | 2   | 3   | 4   | 5   | 6   | 7   | 8   | 9   | 10  | 11  | 12  | 13  | 14  | 15  | 16  | 17  | 18  | 19  | 20  | 21  | 22  | 23  | 24  | 25  | 26  | 27  | Punkte | Rang |
| ---- | --------- | ---------- | --- | --- | --- | --- | --- | --- | --- | --- | --- | --- | --- | --- | --- | --- | --- | --- | --- | --- | --- | --- | --- | --- | --- | --- | --- | --- | --- | ------ | ---- |
| 2011 | Signature | Volkswagen | LEC | LEC | LEC | HO1 | HO1 | HO1 | ZAN | ZAN | ZAN | SPI | SPI | SPI | NOR | NOR | NOR | NÜR | NÜR | NÜR | SIL | SIL | SIL | VAL | VAL | VAL | HO2 | HO2 | HO2 | 150    | 7.   |
| 2011 | Signature | Volkswagen | DNF | 11  | 9   | 4   | 7   | 6   | DNF | 8   | 5   | 6   | 3   | 4   | 10  | 10  | 3   | 12  | 7   | 7   | 5   | 5   | 5   | 10  | 10  | 7   | 5   | 3   | 6   | 150    | 7.   |

### Einzelergebnisse in der FIA-Formel-3-Trophäe
| Jahr | Team      | Motor      | 1   | 2   | 3   | 4   | 5   | 6   | 7   | 8   | Punkte | Rang |
| ---- | --------- | ---------- | --- | --- | --- | --- | --- | --- | --- | --- | ------ | ---- |
| 2011 | Signature | Volkswagen | HOC | HOC | PAU | SPA | SPA | ZAN | MAC | MAC | 44     | 4.   |
| 2011 | Signature | Volkswagen | 4   | 6   | 4   | 14  | 13  | 6   | 8   | DNF | 44     | 4.   |

### Einzelergebnisse in der Formel Renault 3.5
| Jahr | Team          | 1   | 2   | 3   | 4   | 5   | 6   | 7   | 8   | 9   | 10  | 11  | 12  | 13  | 14  | 15  | 16  | 17  | Punkte | Rang |
| ---- | ------------- | --- | --- | --- | --- | --- | --- | --- | --- | --- | --- | --- | --- | --- | --- | --- | --- | --- | ------ | ---- |
| 2012 | Tech 1 Racing | ALC | ALC | MON | SPA | SPA | NÜR | NÜR | MOS | MOS | SIL | SIL | HUN | HUN | LEC | LEC | CAT | CAT | 0      | 34.  |
| 2012 | Tech 1 Racing |     |     |     |     |     |     |     |     |     |     |     | 18  | 24  | DNF | 18  | 16  | DNF | 0      | 34.  |

### Einzelergebnisse in der GP3-Serie
| Jahr | Team     | 1   | 2   | 3   | 4   | 5   | 6   | 7   | 8   | 9   | 10  | 11  | 12  | 13  | 14  | 15  | 16  | Punkte | Rang |
| ---- | -------- | --- | --- | --- | --- | --- | --- | --- | --- | --- | --- | --- | --- | --- | --- | --- | --- | ------ | ---- |
| 2012 | Lotus GP | ESP | ESP | MON | MON | ESP | ESP | GBR | GBR | GER | GER | HUN | HUN | BEL | BEL | ITA | ITA | 149,5  | 2.   |
| 2012 | Lotus GP | 13  | 6   | 6   | 3   | 6   | 2   | 4   | DNF | 7   | 2   | 2   | 11  | 1   | 5   | 1   | 2   | 149,5  | 2.   |

### Einzelergebnisse in der GP2-Serie
| Jahr | Team              | 1   | 2   | 3   | 4   | 5   | 6   | 7   | 8   | 9   | 10  | 11  | 12  | 13  | 14  | 15  | 16  | 17  | 18  | 19  | 20  | 21  | 22  | Punkte | Rang |
| ---- | ----------------- | --- | --- | --- | --- | --- | --- | --- | --- | --- | --- | --- | --- | --- | --- | --- | --- | --- | --- | --- | --- | --- | --- | ------ | ---- |
| 2013 | ART Grand Prix    | MAS | MAS | BRN | BRN | ESP | ESP | MON | MON | GBR | GBR | GER | GER | HUN | HUN | BEL | BEL | ITA | ITA | SIN | SIN | UAE | UAE | 11     | 22.  |
| 2013 | ART Grand Prix    | DNF | 16  | 14  | 7   | 11  | 8   | 16  | 22  | 15  | DNF | 21  | 19  | 24* | 14  | 16  | 16  | 17  | 22  | 13  | DNF | 9   | 5   | 11     | 22.  |
| 2014 | Hilmer Motorsport | BRN | BRN | ESP | ESP | MON | MON | AUT | AUT | GBR | GBR | GER | GER | HUN | HUN | BEL | BEL | ITA | ITA | RUS | RUS | UAE | UAE | 27     | 16.  |
| 2014 | Hilmer Motorsport | 13  | 13  | DNF | 12  | DNF | 17  | 17  | 23  | 10  | 11  | 20  | 15  | 5   | 5   | 8   | 5   | DNF | 10  | DNF | 13  |     |     | 27     | 16.  |

### Einzelergebnisse in der FIA-Formel-E-Meisterschaft
| Jahr    | Team                      | 1   | 2     | 3    | 4    | 5   | 6      | 7      | 8    | 9     | 10    | 11   | 12  | 13  | 14 | 15 | 16 | Punkte | Rang |
| ------- | ------------------------- | --- | ----- | ---- | ---- | --- | ------ | ------ | ---- | ----- | ----- | ---- | --- | --- | -- | -- | -- | ------ | ---- |
| 2014/15 | Audi Sport ABT            | BEI | PUT   | PUN  | BUE  | MIA | LBH    | MON    | BER  | MOS   | LON   | LON  |     |     |    |    |    | 32     | 11.  |
| 2014/15 | Audi Sport ABT            | 10  | 10    | 15   | *13* | 3   | 15     | DNF    | 14   | 5     | DNF   | 11   |     |     |    |    |    | 32     | 11.  |
| 2015/16 | ABT Schaeffler Audi Sport | BEI | PUT   | PUN  | BUE  | MEX | LBH    | PAR    | BER  | LON   | LON   |      |     |     |    |    |    | 68     | 7.   |
| 2015/16 | ABT Schaeffler Audi Sport | 11  | 7     | 8    | 13   | 7   | 3      | 10     | 2    | DNF   | 2     |      |     |     |    |    |    | 68     | 7.   |
| 2016/17 | ABT Schaeffler Audi Sport | HKG | MAR   | BUE  | MEX  | MON | PAR    | BER    | BER  | NYC   | NYC   | MTR  | MTR |     |    |    |    | 67     | 8.   |
| 2016/17 | ABT Schaeffler Audi Sport | DNF | °6°   | °7°  | °7°  | °7  | *°13*° | °6°    | °4°  | °14*° | °DNF° | 4    | °6° |     |    |    |    | 67     | 8.   |
| 2017/18 | Audi Sport ABT Schaeffler | HKG | HKG   | MAR  | SAN  | MEX | PUN    | ROM    | PAR  | BER   | ZÜR   | NYC  | NYC |     |    |    |    | 120    | 5.   |
| 2017/18 | Audi Sport ABT Schaeffler | °5° | °DSQ° | °10° | DNF  | 1   | °14°   | 4      | °7°  | °1°   | °13°  | °2°  | °3° |     |    |    |    | 120    | 5.   |
| 2018/19 | Audi Sport ABT Schaeffler | DIR | MAR   | SAN  | MEX  | HKG | SAY    | ROM    | PAR  | MCO   | BER   | BRN  | NYC | NYC |    |    |    | 95     | 7.   |
| 2018/19 | Audi Sport ABT Schaeffler | °8° | 10    | °3°  | °10° | °4° | °5°    | °*18*° | °3°  | °15°  | °6°   | °6°  | °6° | °5° |    |    |    | 95     | 7.   |
| 2019/20 | Audi Sport ABT Schaeffler | DIR | DIR   | SAN  | MEX  | MAR | BER    | BER    | BER  | BER   | BER   | BER  |     |     |    |    |    | 8      | 21.  |
| 2019/20 | Audi Sport ABT Schaeffler | DNF | 6     | °14° | DNF  | °14 |        |        |      |       |       |      |     |     |    |    |    | 8      | 21.  |
| 2019/20 | NIO 333 FE Team           |     |       |      |      |     | °18°   | °16°   | °15° | °18°  | DNF°  | °20° |     |     |    |    |    | 8      | 21.  |

| Legende                      | Legende       | Legende                                                                 |
| Farbe                        | Abkürzung     | Bedeutung                                                               |
| ---------------------------- | ------------- | ----------------------------------------------------------------------- |
| Gold                         | —             | Sieger                                                                  |
| Silber                       | —             | 2. Platz                                                                |
| Bronze                       | —             | 3. Platz                                                                |
| Grün                         | —             | Platzierung in den Punkten                                              |
| Blau                         | —             | Klassifiziert außerhalb der Punkteränge                                 |
| Violett                      | DNF           | Rennen nicht beendet                                                    |
| Violett                      | NC            | nicht klassifiziert                                                     |
| Rot                          | DNQ           | nicht qualifiziert                                                      |
| Schwarz                      | DSQ           | disqualifiziert                                                         |
| Weiß                         | DNS           | nicht am Start                                                          |
| Weiß                         | WD            | zurückgezogen                                                           |
| Weiß                         | C             | Rennen abgesagt                                                         |
| Blanko                       |               | nicht teilgenommen                                                      |
| Blanko                       | DNP           | gemeldet, aber nicht teilgenommen                                       |
| Blanko                       | INJ           | verletzt oder krank                                                     |
| Blanko                       | EX            | ausgeschlossen                                                          |
| sonstige Formate und Zeichen | P/fett        | Pole-Position                                                           |
| sonstige Formate und Zeichen | kursiv        | Schnellste Rennrunde (ab 2017/18: Schnellste Rennrunde der ersten Zehn) |
| sonstige Formate und Zeichen | unterstrichen | Führender in der Gesamtwertung                                          |
| sonstige Formate und Zeichen | °             | FanBoost                                                                |
| sonstige Formate und Zeichen | *             | nicht im Ziel, aufgrund der zurückgelegten Distanz aber gewertet        |
| sonstige Formate und Zeichen | ( )           | Streichresultat                                                         |

### Le-Mans-Ergebnisse
| Jahr | Team             | Fahrzeug        | Teamkollege          | Teamkollege       | Platzierung | Ausfallgrund |
| ---- | ---------------- | --------------- | -------------------- | ----------------- | ----------- | ------------ |
| 2015 | Rebellion Racing | Rebellion R-One | Alexandre Imperatori | Dominik Kraihamer | Rang 18     |              |

### Einzelergebnisse in der FIA-Langstrecken-Weltmeisterschaft
| Saison | Team             | Rennwagen       | 1   | 2   | 3   | 4   | 5   | 6   | 7   | 8   |
| ------ | ---------------- | --------------- | --- | --- | --- | --- | --- | --- | --- | --- |
| 2015   | Rebellion Racing | Rebellion R-One | SIL | SPA | LEM | NÜR | AUS | FUJ | SHA | BAH |
| 2015   | Rebellion Racing | Rebellion R-One |     |     | 18  | DNF | 28  | 30  |     |     |